# Payton Jacobson
Payton Jon Jacobson (ur. 12 września 2002) – amerykański zapaśnik walczący w stylu klasycznym. Olimpijczyk z Paryża 2024, gdzie zajął szesnaste miejsce w kategorii 87 kg.
Złoty medalista mistrzostw panamerykańskich w 2025. Mistrz panamerykański juniorów w 2021 roku.
Zawodnik Elkhorn Highschool i Northern Michigan University.